# Van Idsingastraat

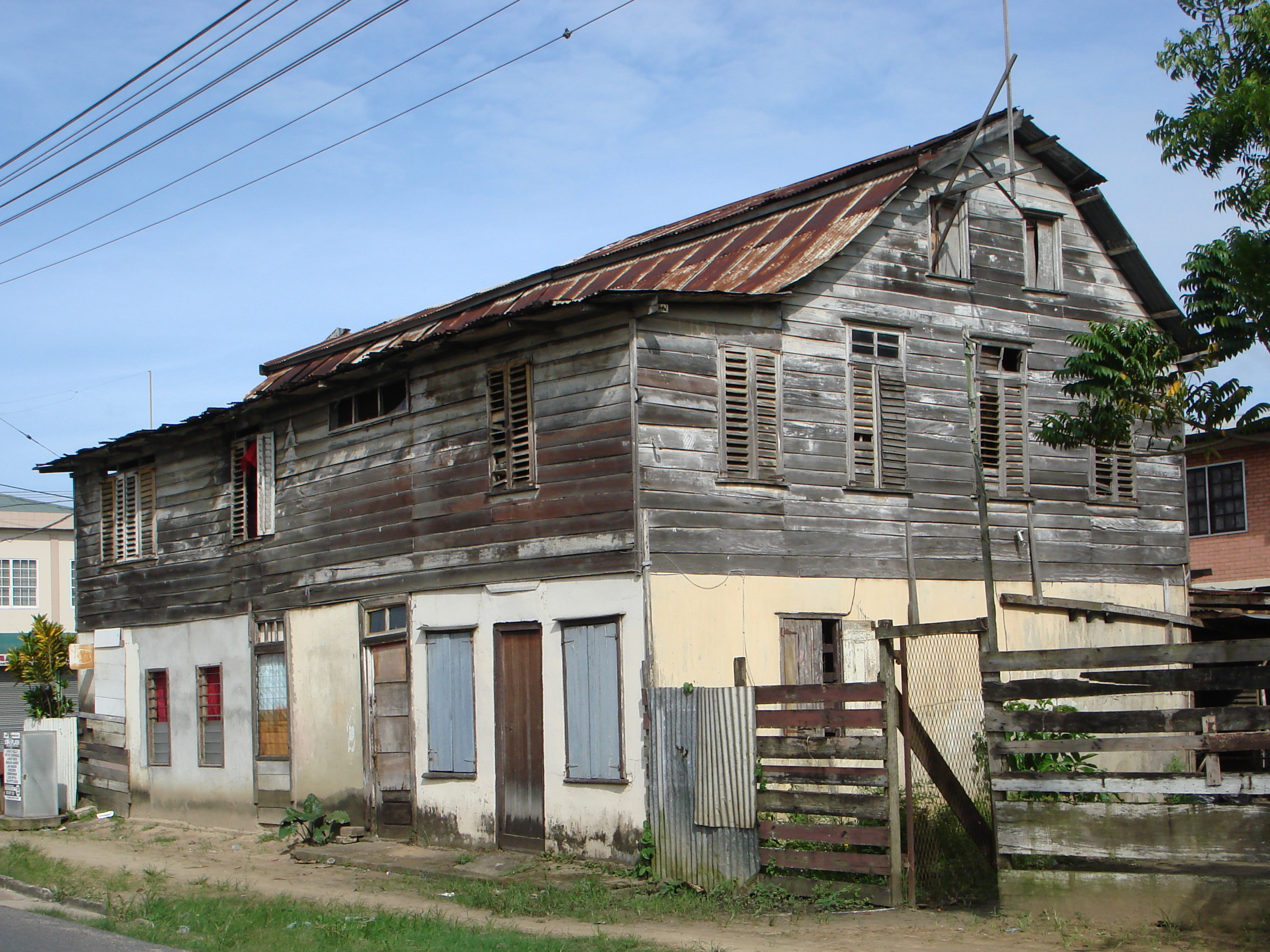
voormalig huis aan de Van Idsingastraat in 2007

De Van Idsingastraat is een straat in Paramaribo die loopt van de Kwattaweg naar de Verlengde Gemenelandsweg.

## Naamgever
Het gedeelte van de Kwattaweg tot de (toen nog) Sophialaan kreeg deze naam in 1874. Van 1867 tot 1873, het jaar ervoor, diende Willem Hendrik Johan van Idsinga als gouverneur van Suriname.

## Bouwwerken
De weg begint bij de Kwattaweg ter hoogte van het Shell-tankstation en de Nieuwe Hoogduitse Joodse begraafplaats. Onderweg zijn er kruisingen met de Verlengde Keizerstraat, de Van Sypensteinstraat / Sophiestraat, de Dr. Sophie Redmondstraat, de Jaques van Eerstraat / Verlengde Hoogestraat, de Maystraat, de Gravenberchstraat / Dambrandersgracht en op het einde de Verlengde Gemenelandsweg.
In de straat staan onder meer het sportstadion De Schakel, de Mgr. Wulfinghschool, het (Sportcentrum) Plein van 12 mei, de Beveiliging- en Bijstandsdienst Suriname (BBS), de Ismay van Wilgen Sporthal met sportterreinen eromheen en De Melkcentrale.

## Gedenkteken
Het volgende gedenkteken staat in de straat:
| Onderwerp          | Type       | Onthulling | Locatie             | Omschrijving        |
| ------------------ | ---------- | ---------- | ------------------- | ------------------- |
| Wilhelmus Wulfingh | borstbeeld | 1969       | Mgr. Wulfinghschool | apostolisch vicaris |